# العلاقات اليابانية الفرنسية
العلاقات اليابانية الفرنسية هي العلاقات الثنائية التي تجمع بين اليابان وفرنسا.

## مقارنة بين البلدين
هذه مقارنة عامة ومرجعية للدولتين:
| وجه المقارنة                                              | اليابان         | فرنسا                                                    |
| --------------------------------------------------------- | --------------- | -------------------------------------------------------- |
| المساحة (كم2)                                             | 377.97 ألف      | 643.80 ألف                                               |
| عدد السكان (نسمة)                                         | 126.79 مليون    | 67.12 مليون                                              |
| الكثافة السكانية (ن./كم²)                                 | 335.45          | 104.26                                                   |
| العاصمة                                                   | طوكيو           | باريس                                                    |
| اللغة الرسمية                                             | اللغة اليابانية | لغة فرنسية                                               |
| العملة                                                    | ين ياباني       | يورو، فرنك س ف ب، فرنك فرنسي، Livre tournois ‏            |
| الناتج المحلي الإجمالي (بليون دولار)                      | 4.87 تريليون    | 2.58 تريليون                                             |
| الناتج المحلي الإجمالي (تعادل القوة الشرائية) بليون دولار | 5.18 تريليون    | 2.87 تريليون                                             |
| الناتج المحلي الإجمالي الاسمي للفرد دولار أمريكي          | 34.52 ألف       | 36.20 ألف                                                |
| الناتج المحلي الإجمالي للفرد دولار أمريكي                 | 36.62 ألف       | 39.33 ألف                                                |
| مؤشر التنمية البشرية                                      | 0.903           | 0.888                                                    |
| رمز المكالمات الدولي                                      | +81             | +33                                                      |
| رمز الإنترنت                                              | .jp             | .fr، .bzh ‏، .tf، .re، .wf، .yt، .pm، .paris              |
| المنطقة الزمنية                                           | توقيت اليابان   | أوروبا/باريس ‏، توقيت وسط أوروبا، توقيت وسط أوروبا الصيفي |

## مدن متوأمة
في ما يلي قائمة باتفاقيات التوأمة بين مدن يابانية وفرنسية:
- ترتبط تسوروكا مع لا فوا باتفاقية توأمة منذ 7 نوفمبر 1969.
- ترتبط نارا مع فرساي باتفاقية توأمة منذ 15 أبريل 1970.
- ترتبط فوكوكا مع بوردو باتفاقية توأمة منذ 8 فبراير 2006.
- ترتبط سنداي مع رين باتفاقية توأمة منذ 1967.
- ترتبط كاماكورا مع نيس باتفاقية توأمة.[15]
- ترتبط فوجيوشيدا مع شاموني باتفاقية توأمة.
- ترتبط هاتسوکايجي مع جبل القديس ميشيل باتفاقية توأمة.
- ترتبط ناغاساكي مع Vaux-sur-Aure [الإنجليزية]‏ باتفاقية توأمة.
- ترتبط واكاياما مع البرانيس الشرقية باتفاقية توأمة منذ 18 أبريل 1984.[16][16][16][16]
- ترتبط تسوكوبا مع غرونوبل باتفاقية توأمة.
- ترتبط ساكو مع أفالون (فرنسا) باتفاقية توأمة.
- ترتبط كيوتو مع باريس باتفاقية توأمة منذ 22 أكتوبر 1981.[17][18][19][20]
- ترتبط إييدا مع شارفيل-ميزيير باتفاقية توأمة.
- ترتبط نيغاتا مع نانت باتفاقية توأمة.
- ترتبط كيوتو مع أوسيتاني باتفاقية توأمة منذ 16 يوليو 1985.[21][22][23][24]
- ترتبط أوساكا مع فال دواز باتفاقية توأمة منذ 4 مايو 1988.[25][25][25][25]
- ترتبط كاواغويه مع أوتون باتفاقية توأمة منذ 1983.
- ترتبط شيزوكا مع كان باتفاقية توأمة.
- ترتبط ساكوراي مع شارتر باتفاقية توأمة.
- ترتبط تاكاماتسو مع تور باتفاقية توأمة.
- ترتبط أوتسونوميا مع أورليان باتفاقية توأمة منذ 1995.[26][26][27][28]
- ترتبط توتشيغي مع فوكلوز باتفاقية توأمة.[29]
- ترتبط إيباراكي مع إيسون باتفاقية توأمة.
- ترتبط أونوميتشي مع هونفلير باتفاقية توأمة.
- ترتبط إزومو مع إيفيان باتفاقية توأمة.
- ترتبط كوفو مع بو باتفاقية توأمة.
- ترتبط سوزوكا مع لو مان باتفاقية توأمة.
- ترتبط كامايشي مع ديجني ليس باينس باتفاقية توأمة.
- ترتبط سوا مع امبواز باتفاقية توأمة.
- ترتبط فوجيمي مع فا باتفاقية توأمة.
- ترتبط ياماناشي مع سون ولوار باتفاقية توأمة منذ 14 مارس 1960.[30][30][30][30]
- ترتبط كانازاوا مع نانسي باتفاقية توأمة.
- ترتبط توميوكا مع بور دوبياج [الإنجليزية]‏ باتفاقية توأمة.
- ترتبط ايشيكاوا [الإنجليزية]‏ مع إيسي ليه مولينو باتفاقية توأمة منذ 2004.
- ترتبط طوكيو مع باريس باتفاقية توأمة منذ 23 أكتوبر 1990.[31][31][32][32]
- ترتبط نيشينومايا مع أجان باتفاقية توأمة منذ 1961.
- ترتبط شيراكاوا مع كومبيين باتفاقية توأمة.
- ترتبط يوكوهاما مع ليون باتفاقية توأمة منذ 1968.
- ترتبط كوبه مع مارسيليا باتفاقية توأمة منذ 19 مايو 1969.
- ترتبط Sotome, Nagasaki [الإنجليزية]‏ مع بايو باتفاقية توأمة.
- ترتبط سيتو مع ليموج باتفاقية توأمة منذ 18 نوفمبر 2003.
- ترتبط يوكوسوكا مع بريست باتفاقية توأمة منذ 1970.

## منظمات دولية مشتركة
يشترك البلدان في عضوية مجموعة من المنظمات الدولية، منها:
| علم المنظمة | اسم المنظمة                               | تاريخ انضمام اليابان | تاريخ انضمام فرنسا |
| ----------- | ----------------------------------------- | -------------------- | ------------------ |
|             | مجموعة العشرين                            | ?                    | 26 سبتمبر 1999     |
|             | منظمة التعاون الاقتصادي والتنمية          | ?                    | 7 أغسطس 1961       |
|             | عصبة الأمم                                | ?                    | 10 يناير 1920      |
|             | منظمة التجارة العالمية                    | ?                    | 1995               |
|             | الاتحاد البريدي العالمي                   | ?                    | ?                  |
|             | مجموعة الثماني                            | ?                    | 1975               |
|             | الوكالة الدولية للطاقة                    | ?                    | ?                  |
|             | مجموعة الموردين النوويين                  | ?                    | ?                  |
|             | يونسكو                                    | 2 يوليو 1951         | 4 نوفمبر 1946      |
|             | الفريق المعني برصد الأرض                  | ?                    | ?                  |
|             | مؤسسة التمويل الدولية                     | 20 يوليو 1956        | 20 يوليو 1956      |
|             | المركز الدولي لتسوية المنازعات الاستشارية | 16 سبتمبر 1967       | 20 سبتمبر 1967     |
|             | بنك التنمية الآسيوي                       | 1966                 | 1970               |
|             | منظمة حظر الأسلحة الكيميائية              | ?                    | ?                  |
|             | مؤسسة التنمية الدولية                     | 27 ديسمبر 1960       | 30 ديسمبر 1960     |
|             | مجموعة أستراليا                           | 1985                 | 1985               |
|             | نظام تحكم تكنولوجيا القذائف               | 1987                 | 1987               |
|             | وكالة ضمان الاستثمار متعدد الأطراف        | 12 أبريل 1988        | 28 ديسمبر 1989     |
|             | الاتحاد الدولي للاتصالات                  | 29 يناير 1879        | 1866               |
|             | منظمة الشرطة الجنائية الدولية             | ?                    | ?                  |
|             | الأمم المتحدة                             | 18 ديسمبر 1956       | 24 أكتوبر 1945     |
|             | البنك الدولي للإنشاء والتعمير             | 13 أغسطس 1952        | 27 ديسمبر 1945     |
|             | المنظمة الهيدروغرافية الدولية             | ?                    | ?                  |
|             | البنك الإفريقي للتنمية                    | ?                    | ?                  |

## أعلام
هذه قائمة لبعض الشخصيات التي تربطها علاقات بالبلدين:
- إريكا سما (لاعبة كرة مضرب يابانية، 24 نوفمبر 1988 – )
- بول كلوديل (دبلوماسي فرنسي، 6 أغسطس 1868[42][43][44] – 23 فبراير 1955[42][43][45])
- جيان قروس (رسام فرنسي، 8 فبراير 1793[46] – 17 أغسطس 1870[46])
- راي فوجيتا (ممثل ياباني، 6 سبتمبر 1988 – )
- فيليب فور (دبلوماسي فرنسي، 13 يونيو 1950 – )
- كوشيرو ماتسوؤرا (دبلوماسي ياباني، 29 سبتمبر 1937 – )
- ليون روش (دبلوماسي فرنسي، 27 سبتمبر 1809[47] – 26 يونيو 1901[47][48])
- ميشال مييازوا (لاعب كرة قدم ياباني، 14 يوليو 1963[49] – )
- نومورا ياسوشي (سياسي ياباني، 10 سبتمبر 1842 – 24 يناير 1909)
- هيكاري ميتسوشيما (ممثلة يابانية، 30 نوفمبر 1985[50] – )
- ياسو سايتو (دبلوماسي ياباني، 1948 – )
- يوريكا سما (لاعبة كرة مضرب يابانية، 25 ديسمبر 1986 – )
- يوكو تاني (2 أغسطس 1928 – 19 أبريل 1999)
- يوكي ميازاوا (لاعب كرة قدم ياباني، 13 مارس 1991 – )

## وصلات خارجية
- موقع وزارة الخارجية اليابانية
- موقع وزارة الخارجية الفرنسية